# Clearwater River (Saskatchewan)
De Clearwater River is een rivier in Canada.
De rivier begint vanuit de meren Broach Lake en Patterson Lake in het noordwesten van de Canadese provincie Saskatchewan en vloeit eerst zuidoostwaarts tot Careen Lake. Daar maakt de rivier een bocht en stroomt dan verder richting het (zuid)westen de provincie Alberta in. Nog 108 kilometer verder stroomt de Clearwater in de grotere rivier Athabasca, nabij Fort McMurray. De totale lengte van de rivier bedraagt 295 kilometer. Via de Athabasca stroomt het water via het Grote Slavenmeer en de rivier MacKenzie uiteindelijk in de Beaufortzee (Noordelijke IJszee).
Vanaf zijn start in Broach Lake op een hoogte van 460 meter boven zeeniveau tot aan zijn monding in de Athabasca (op 310 m boven zeespiegel) heeft de Clearwater River een verval van ongeveer 150 meter. Het stroomopwaartse deel van de rivier stroomt over het Laurentia-plateau via stroomversnellingen en kleine watervallen en door een kloof. Verder stroomafwaarts is het land vlakker en meanderen de zijarmen rond zandduinen en kleine eilanden. Uiteindelijk stroomt de rivier door een landschap met hoge valleiwanden van kalksteen en dolomietenkloven.
Tot de zijrivieren van de Clearwater River behoren de McLean en Descharme in Saskatchewan en de rivier Christina in Alberta.

## Natuurpark
Alhoewel een (grind)weg de rivier kruist (Saskatchewan Highway 955, nabij Warner Rapids) is het merendeel van de rivier zeer afgelegen en moeilijk toegankelijk; toegang tot het achterland is enkel mogelijk via watervliegtuigjes. Juist deze karakteristieken van geïsoleerdheid en wildernis bepalen de grote aantrekkingskracht van de Clearwater.
Zoals de naamgeving doet vermoeden, bevat de Clearwater zuiver en helder water, in een landschap van ongerepte wildernis met eindeloze dennenbossen, rotsen en watervalletjes.
Om deze waarde te beschermen heeft de provinciale overheid van Saskatchewan het 2240 vierkante kilometer grote Clearwater River Provincial Park in stand geroepen.
Het oostelijke deel (Saskatchewan) van de rivier kreeg ook bescherming via de status van "Canadian Heritage River" sinds 1986, en dit werd uitgebreid in 2004 tot het westelijk deel (Alberta). 
De reden hiervoor was zowel het biologische erfkundige belang (ongerepte natuurpracht en de mogelijkheden voor recreatie in de vorm van wilderniskamperen en kanovaren) als het cultuurhistorische erfkundig belang van de rivier in de bonthandel tijdens de Frans-Engelse kolonisatie in 18e tot 20ste eeuw.

## Recreatief gebruik
De Clearwater kan bevaren worden door kano's en kajak's. De stroomversnellingen op de rivier zijn volgens de internationale moeilijkheidsschaal voor rivieren gecatalogeerd als van klasse II (medium) tot en met klasse IV (behoorlijk moeilijk). Sommige stukken (deze gecatalogeerd als van klasse IV) zijn enkel bevaarbaar voor mensen die goed kunnen kanoën of raften en ervaring hebben met wildwater klasse III. Het vergt een goed gevoel voor het wilde water dat door de rivier heen stroomt.
Het traject vanaf de watervallen van Warner Rapids (Saskatchewan Highway 955) tot aan de monding nabij Fort McMurray (Alberta) over een lengte van 210 km vergt ongeveer 7 à 10 dagen kanovaren. Omdat er in het provinciaal park geen watervliegtuigen op de rivier mogen landen (behalve voor noodgevallen) moeten kanovaarders minstens tot aan de grens met Alberta varen om daar met het watervliegtuig te worden opgepikt, ofwel nog enkele dagen doorvaren tot in Fort McMurray.
Sportvissers kunnen in het water van de rivier de gekende vissoorten proberen vangen, zoals: breedbekbaars (of Amerikaanse snoekbaars) (Sander vitreus, E: walleye), Perca flavescens (E: yellow perch), snoek (Esox lucius, E: northern pike), Amerikaanse meerforel (Salvelinus namaycush, E: lake trout), Siberische vlagzalm (Thymallus arcticus, E: Arctic grayling), haringmarene (Coregonus clupeaformis, E: lake whitefish), ciscomorene (Coregonus artedi, E: cisco), zuigkarper (Catostomus commersonii, E: white sucker), langneuszuigkarper (Catostomus catostomus, E: longnose sucker) en lot (Lota lota, E: burbot).

## Geschiedenis
Rotsschilderingen op rotsen in de riviervallei in het stroomopwaartse gebied, in allerlei vormen en symbolen, geven aan dat dit gebied reeds bewoond was 5000 jaar geleden. De volkeren van de Beaver-, Cree- en Chipewyan-indianen hadden hier hun thuis en jaagden en visten in de rivier.
Tijdens de exploraties van de Canadees-Europeanen en de bonthandel in de 18e eeuw was het stroomafwaartse deel van de Clearwater een belangrijke route in het vervoer van het bont tussen het jachtgebied in de Athabasca-regio in het westen en de markten aan de Hudsonbaai en verder naar Montreal in het oosten.
Omdat het stroomopwaartse deel van de rivier een zeer lastige barrière vormde voor de bonthandelaars en er geen verbinding over water was, duurde het tot 1778 vooraleer de bonthandelaar en ontdekkingsreiziger Peter Pond via de waterscheiding van het plateau van de Portage La Loche (een plaats waar boten moesten gedragen worden over land om een hindernis of onbevaarbaar stuk van de rivier, of het ontbreken ervan, te "overbruggen", zoals klunen bij het schaatsen) een verbinding over land (19 km lang) creëerde tussen de grote rivieren Churchill (Lake Methye of La Loche) en Athabasca (Clearwater).